# Saint-Nexans
Saint-Nexans é uma comuna francesa na região administrativa da Nova Aquitânia, no departamento Dordonha. Estende-se por uma área de 12,45 km². Em 2010 a comuna tinha 993 habitantes (densidade: 79,8 hab./km²).